# Raimund Křepelka
Raimund Křepelka (cca 1824 – 4. července 1889 Kroměříž) byl rakouskouherský politik české národnosti; poslanec Moravského zemského sněmu.

## Biografie
Byl synem kroměřížského měšťana Josefa Křepelky a Vincencie Křepelkové. Veřejně se angažoval během revolučního roku 1848, kdy vedl skupinu českých vlasteneckých studentů, kteří pořádali průvod Kroměříží. V roce 1868 byl Raimund Křepelka předsedou Hospodářské jednoty severovýchodní Moravy, tehdy coby hájovský správce. Roku 1870 se uváděl jako pojezdný v Hájově. V roce 1871 byl uváděn coby správce v Dobromilicích. Působil i jako arcibiskupský vrchní správce v Kroměříži.
V 70. letech se zapojil i do vysoké politiky. V zemských volbách 1870 byl zvolen na Moravský zemský sněm, za kurii venkovských obcí, obvod Moravská Ostrava, Místek, Frenštát. Mandát zde obhájil i v zemských volbách v září 1871. V zemských volbách v prosinci 1871 byl v tomto obvodu zvolen Rudolf Kallus. V roce 1870 se uvádí jako oficiální kandidát Národní strany (staročeské).
Zemřel náhle v červenci 1889. Bylo mu 65 let. Příčinou úmrtí bylo schnutí mozku.